# Однородная раскраска
| 111                                                  | 112 | 123 |
| ---------------------------------------------------- | --- | --- |
| Шестиугольная мозаика имеет 3 однородные раскраски . |     |     |

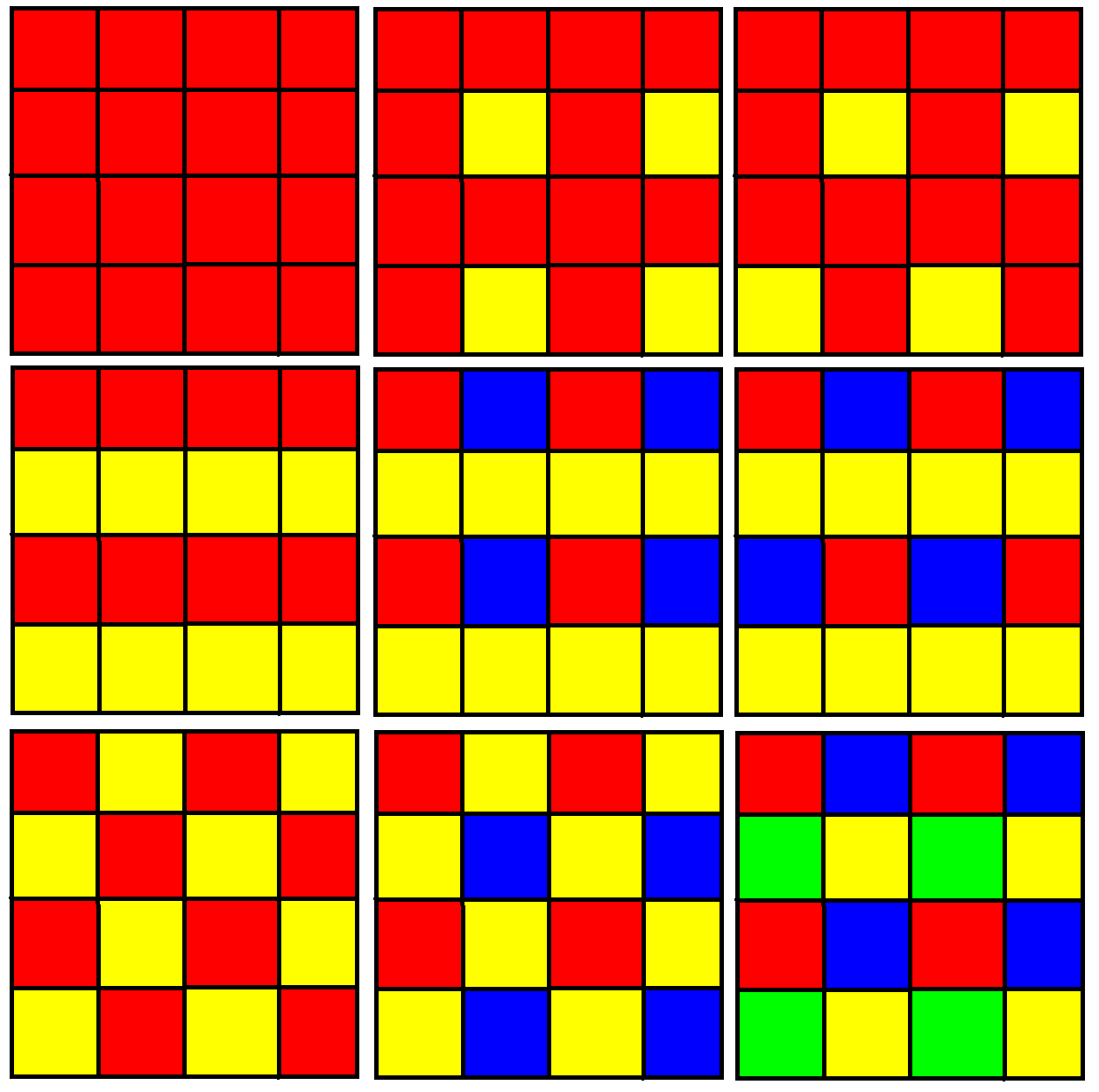
Квадратный паркет имеет 9 однородных раскрасок:
1111, 1112(а), 1112(б),
1122, 1123(а), 1123(б),
1212, 1213, 1234.

В геометрии однородная окраска — это свойство однородной фигуры (однородной мозаики или однородного многогранника), которая окрашена так, чтобы быть вершинно-транзитивной. Различные симметрии могут быть выражены на одной и той же геометрической фигуре с гранями, имеющими разные однородные цветовые узоры.
Однородную раскраску можно задать, перечислив различные цвета с индексами вокруг вершинной фигуры.

## n-однородные фигуры
Кроме того, n -равномерная раскраска является свойством однородной фигуры, которая имеет n типов вершин, которые в совокупности являются вершинно-транзитивными .

## Архимедова раскраска
Связанный с этим термин — архимедов цвет требует периодического повторения раскраски одной вершинной фигуры. Более общим термином являются k -архимедовы раскраски, которые насчитывают k отчетливо окрашенных вершинных фигур.
Например, эта архимедова раскраска (слева) треугольной мозаики имеет два цвета, но требует 4 уникальных цвета по позициям симметрии и становится 2-однородной раскраской (справа):
| 1-архимедова раскраска 111112 | 2-равномерная окраска 112344 и 121434 |